# Same Old Tunes
Same Old Tunes è un album dei Millencolin uscito il 28 ottobre 1994 su Burning Heart Records.
Questo è il loro primo disco, il nome originario era Tiny Tunes ma fu cambiato a causa di problemi di copyright con la Warner Bros. nel 1996.
Il nome divenne Same Old Tunes proprio a causa di questo cambiamento, poiché di fatto le canzoni rimasero le stesse.
Per Da Strike è stato creato un videoclip.

## Formazione
- Nikola Sarcevic - basso e voce
- Erik Ohlsson - chitarra
- Mathias Färm - chitarra
- Frederik Larzon - batteria

## Tracce
1. Mr. Clean - 2:41 *
2. Chiquita Chaser - 2:40 *
3. Diznee Time - 3:41
4. Domestic Subway - 1:38
5. Fazil's Friend - 1:52
6. Leona - 2:21
7. House Of Blend - 2:56
8. Da Strike - 3:01 *
9. Mystic Reptile - 2:45
10. Dance Craze - 2:01
11. The Einstein Crew - 2:58
12. Take It Or Leave It - 2:43